# عبد المجيد علاهم
عبد المجيد علاهم ولد في 3 فيفري 1934 في المسيلة بالجزائر وتوفي في 7 سبتمبر 1996 هو عسكري وسياسي جزائري.
طالب في المدرسة العسكرية لسان سير، وسيكون عضوا في اتحاد جبهة التحرير الوطني في فرنسا من عام 1956، ثم ضابط في جيش التحرير الوطني .
شغل عدة مناصب على مستوى رئاسة الجمهورية في عهد هواري بومدين، قبل أن يصبح وزيراً وسفيرًا.

## وظائف
- 1962 - 1965 مدير التعليم بوزارة الدفاع
- 1966 [1] - 1977:[2] مدير بروتوكول الرئاسة
- 1977 - 1979: أمين عام رئاسة الجمهورية
- 1979 - 1984: وزير السياحة
- 1984 - 1986: سفير الاتحاد السوفيتي ومنغوليا
- 1986 - 1988: سفير سويسرا في الفاتيكان
- 1988 - 1991: سفير بعد موريتانيا
- 1991 - 1992 سفير المغرب